# Росгосстрах
«Росгосстра́х» (сокр. от Российская государственная страховая компания, популярная аббревиатура также — РГС) — российская страховая компания, является одной из крупнейших по масштабам (присутствию в регионах), собранным страховым премиям, активам и резервам страховой организацией в России. На протяжении многих лет занимала первое место по объёмам собираемой страховой премии в стране. Относится к категории системообразующих российских страховых компаний. Является правопреемником Госстраха СССР (основан 6 октября 1921 года), в этом качестве в 2021 году отметила своё 100-летие.
Организационно-правовая форма юридического лица — публичное акционерное общество (ПАО).
Номер в государственном реестре страховых компаний — 1, лицензии ЦБ РФ от 6 июня 2018 года ОС 0001-02,-03,-04 и -05 (обязательные виды страхования), ПС 0001 (перестрахование), СИ 0001 (имущественное страхование) и СЛ 0001 (личное страхование).
Центральный офис — в Москве.

## История

### Образование
Образована 10 февраля 1992 года (традиционно отмечает в качестве даты основания 6 октября 1921 года, по дате основания Госстраха СССР) в форме акционерного общества, 100 % акций которого принадлежали государству. Наименование при создании — ОАО «Российская государственная страховая компания». Компания стала правопреемником созданного в 1921 году Госстраха РСФСР.

### Приватизация
В 2001 году 49 % акций компании приобрела инвестиционная компания «Тройка Диалог» тремя траншами — 9 % (за 201 миллионов рублей), 39 % (за 1 миллиард рублей) и еще 1 % (нет данных). В июле 2003 года «Тройка Диалог» купила ещё 26 % (за 661 миллионов рублей), консолидировав 75 % всех акций.
В сентябре 2010 года государство продало оставшиеся 13,1 % акций компании (одновременно утратила свою силу сохранявшаяся у государства «золотая акция»).

### Реорганизация
16 ноября 2015 года реорганизована в ПАО СК «Росгосстрах».

## Руководство
В июле 2022 года компанию возглавил Максим Шепелев, сменивший на этом посту Геннадия Гальперина.

## Показатели деятельности
Прибыль компании за 2012 год составила 7,1 млрд рублей.
В 2013 году был зафиксирован результат в 4 миллиардов рублей чистой прибыли, в 2014 — 4,4 миллиардов рублей. С 2015 по 2017 год компания «Росгосстрах» демонстрировала отрицательные показатели по чистой прибыли. Так, в 2015 году убыток составил 4,6 миллиардов рублей, 2016 год компания закончила с убытком в 33 миллиардов рублей, 2017 год - с убытком 55,6 миллиардов рублей. В 2018 году была получена чистая прибыль в 5,6 млрд.руб, в 2019 — 7,7 млрд руб., в 2020 — 7,6 млрд руб. В 2023 году отчётность по МСФО подтвердила чистую прибыль «Росгосстраха» в 5 млрд рублей.
Сеть компании включает 1500 филиалов и офисов продаж и 140 центров урегулирования убытков. В ней работает 50 тысяч штатных сотрудников и 25 тысяч страховых агентов. Численность частных клиентов компании составляет около 13 миллионов  , численность корпоративных клиентов — около 200 тыс. юридических лиц.
В компании выходит корпоративная ежемесячная газета «Госстрах», организован музей страхования. По данным службы мониторинга «Страхование сегодня» и сервиса СКАН-Интерфакс, «Росгосстрах» — одна из наиболее часто упоминаемых в СМИ страховых компаний.

## Рейтинги
- В 2004 рейтинговое агентство «Эксперт РА» присвоило ПАО «Росгосстрах» рейтинговую оценку A++ и ежегодно подтверждало её до 2016 года. В 2016 году рейтинг был изменён на ruBBB+ со стабильным прогнозом, в 2018 году повышен до ruA, в 2019 до ruAA-, в 2020 до ruAA. Рейтинг ежегодно подтверждается (2020-2024)[32].
- В 2023 году Рейтинговое агентство Национальные кредитные рейтинги (НКР) присвоило ПАО «Росгосстрах» кредитный рейтинг AA.ru с позитивным прогнозом[33], в 2024 повысило оценку до AA+.ru, прогноз изменён с позитивного на стабильный[34].
- Рейтинговое агентство Standard & Poor's в 2018 году присвоило  компании рейтинг «B+» c прогнозом «стабильный»[35], позже рейтинг был повышен до «ВВ-», а в 2020 «BB», прогноз — «стабильный»[36]. В апреле 2021 года рейтинг был подтверждён, а прогноз улучшен до «позитивный»[37]. В феврале 2022 года рейтинг был отозван[38].

- Рейтинговое агентство AM Best в 2021 году подтвердило компании рейтинг финансовой устойчивости на уровне «В-» и долгосрочный кредитный рейтинг эмитента «bb-», прогноз по обоим рейтингам — «стабильный». Одновременно по просьбе компании рейтинги AM Best были отозваны[39].

## Спонсорская деятельность
«Росгосстрах» на протяжении 2006 – 2010 и 2015 – 2018 годов выступало официальным спонсором Чемпионата России по футболу.

## Участие в профессиональных объединениях и пулах
«Росгосстрах» является членом всех основных профессиональных объединений страховщиков и страховых пулов:
- Всероссийский союз страховщиков;
- Российский союз автостраховщиков;
- Национальный союз страховщиков ответственности[42];
- Национальный союз агростраховщиков (НСА)[43];
- Российская ассоциация авиационных и космических страховщиков[44];
- Национальное бюро «Зелёная карта»[45];
- Российский ядерный страховой пул[46];
- Российский антитеррористический страховой пул[47].

## Признание
- 2022 — сотрудникам была объявлена благодарность «за заслуги в формировании и развитии страхового рынка России, многолетнюю добросовестную работу и достигнутые успехи в труде» от Министерства финансов Российской Федерации[48][49].
- 2021 — в связи со 100-летием компании её коллективу объявлена благодарность Президента России В.В.Путина[50]. Кроме того, ста сотрудникам компании направили благодарственные письма Президента[51].  Также были отмечены технологические достижения страховой компании «Росгосстрах» - вручена премия Finaward-2021 в номинации «Технологические решения для агентов»[52] и премия Qlik Data Transformation Awards в номинации «Аналитика продаж и маркетинга»[53].
- 2014 — победа в конкурсе «Звезда Travel.ru-2014» (номинация «Лучшая страховая компания»)[54].
- 2011 — победа в пяти номинациях российской общественной премии в области страхования «Золотая Саламандра»[55].
- 2010 — премия «Финансовая жемчужина России-2010», номинации «Стабильная надежность»[56]. Победа в трех номинациях российской общественной премии в области страхования «Золотая Саламандра»[57].
- 2008 — премия «Финансовая жемчужина России-2008», номинации «Стабильная надежность» и «Самый активный рост собранной страховой премии»[58]. Победа в семи номинациях российской общественной премии в области страхования «Золотая Саламандра»[59][60].
- 2007 — победа в шести номинациях российской общественной премии в области страхования «Золотая Саламандра»[61].
- 2005 — победа в пяти номинациях российской общественной премии в области страхования «Золотая Саламандра»[62].

## Группа «Росгосстрах»
История группы компаний «Росгосстрах», во главе которой всегда стояло ОАО (позже —- ПАО) «Росгосстрах», состоит из нескольких отчётливо разграниченных временных периодов - дезинтеграция (1991—2001 годы), консолидация (2002—2010), стабилизация (2010—2016) и реорганизация (2017—по настоящее время). Начальный этап истории РГС в 90-х годах XX века носил отчётливый дезинтеграционный характер. На месте территориальных управлений Госстраха РСФСР возникло множество региональных страховых компаний, которые не обладали достаточной финансовой мощностью, были не в состоянии эффективно конкурировать на страховом рынке и, зачастую, только номинально подчинялись головной компании. Так, в реестре страховых компаний за июль 1999 года было около 80 дочерних компаний, в названии которых использовалось фирменное наименование «Росгосстрах».  Затем, после приватизации, в 2002 году началась быстрая консолидация, была введена строгая централизация, компании группы постоянно сливались и укрупнялись и уже к концу 2004 года группа «Росгосстрах» представляла собой жёстко управляемый вертикально-интегрированный холдинг, состоящий из ОАО «Росгосстрах», трех крупных региональных и семи межрегиональных страховых компаний. К тому моменту они объединяли 76 республиканских, краевых и областных филиалов, 2300 агентств и страховых отделов.
Помимо консолидации компаний, уже входящих в группу, в этот период «Росгосстрах» активно скупал страховые активы на рынке - были приобретены страховые компании «Сибирь» (Москва), «Пермь-АСКО» (Пермь), «Аккорд» (Уфа)  и «Русский мир» (Санкт-Петербург).
С середины 2000-х годов - во исполнение требований новой редакции Закона о страховом деле - в отдельную компанию «Росгосстрах-Жизнь» был выделен весь бизнес по страхованию жизни.

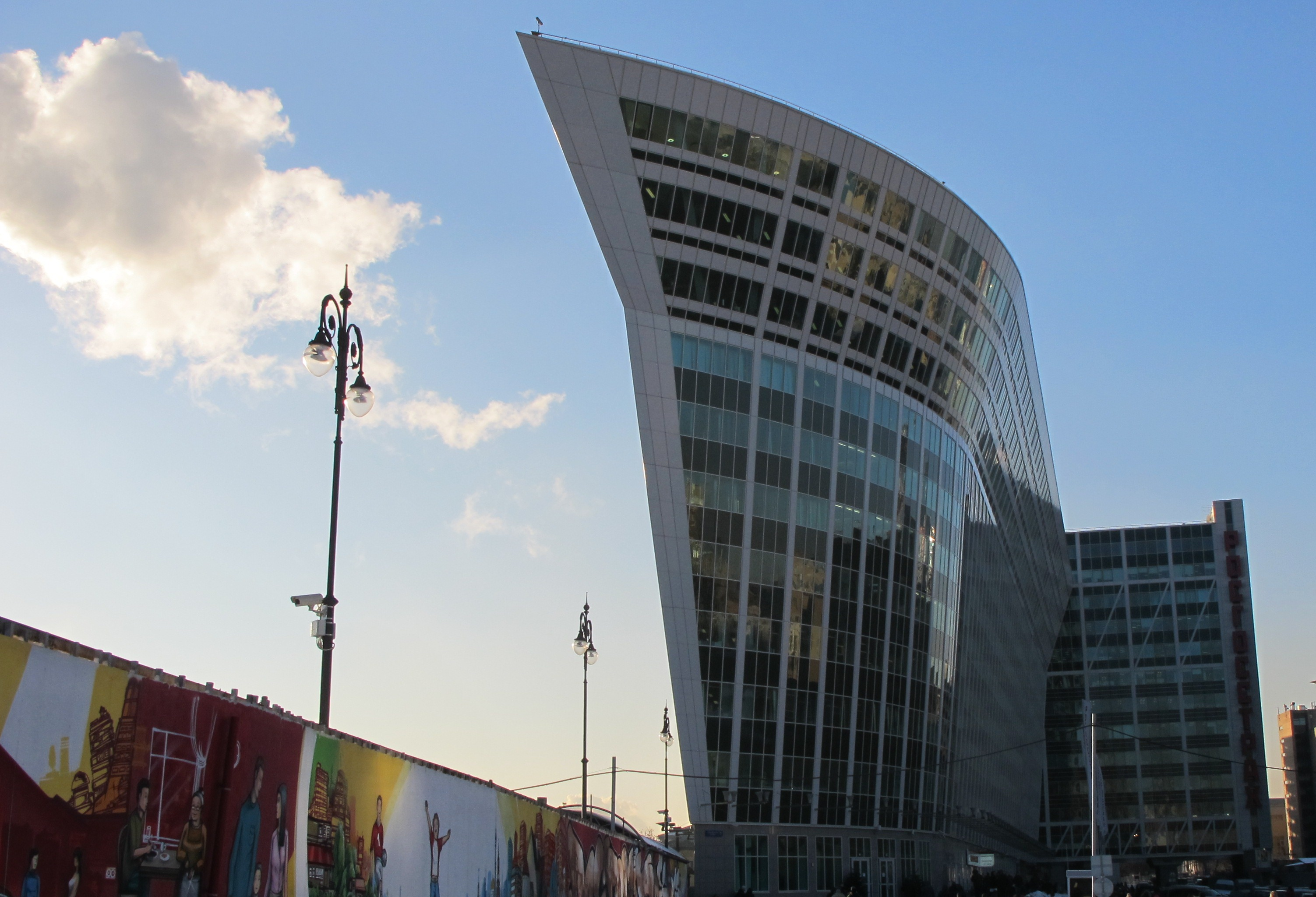
Центральный офис компании «Росгосстрах» в Москве

В 2007—2008 годах «Росгосстрах» купил у ИФД КапиталЪ страховые компании «КапиталЪ Страхование», «КапиталЪ Перестрахование», «КапиталЪ Медицинское страхование» и «КапиталЪ Страхование Жизни», которые продолжили вести бизнес в составе группы под брендом «Капитал». В октябре 2018 года все компании группы «Капитал» были присоединены к ПАО СК «Росгосстрах».
1 января 2010 года на базе территориальных подразделений десяти страховых обществ группы «Росгосстрах» была создана единая федеральная компания ООО «Росгосстрах», которая стала правопреемником всех прав и обязательств бывших региональных и межрегиональных обществ группы «Росгосстрах» перед их клиентами и партнёрами. В рамках объединения к ООО «Росгосстрах» перешла вся региональная филиальная сеть.
Полностью консолидация была завершена к середине 2010 года - в реестре страховых компаний за июль 2010 года остаётся всего 4 компании - ОАО «Росгосстрах», ООО «Росгосстрах», ООО «Росгосстрах-Медицина» и ООО «Росгосстрах-Жизнь». На этом период консолидации заканчивается и наступает период стабилизации.
В 2017 году начался период реорганизации группы, связанный со сменой собственника и вхождением Банка России в капитал и в управление группой. В конце 2017 года из состава группы «Росгосстрах» вышли ООО СК «Росгосстрах-Жизнь», ООО «Росгосстрах-Медицина» и ОАО «Негосударственный пенсионный фонд „РГС“», которые были куплены компанией «Рэдванс» и впоследствии переименованы.
В конце 2018 года ПАО СК «Росгосстрах» приобрёл компанию по страхованию жизни, ранее принадлежавшую германскому страховщику Ergo - ООО «ЭРГО Жизнь». С этой покупки началось восстановление группы, которая в ходе первого этапа реорганизации была полностью расформирована.
«Росгосстрах» развивал бизнес и в ряде стран СНГ — в Армении («Росгосстрах Армения»), на Украине («Провидна») и в Белоруссии (СООО «Росгосстрах»). В августе 2014 года было объявлено о продаже украинской дочерней компании «Провидна» международному консорциуму инвесторов.
В июле 2023 года было объявлено, что в рамках консолидации страховых активов банка ВТБ, «Росгосстрах» выкупил 55 % акций страховой компании «Пульс» (по итогам 2021 года - 102-е место в рэнкинге страховщиков в сегменте имущественного страхования, в 2022 году 50 % портфеля - страхование от несчастного случая). В июне 2024 года ПАО «Росгосстрах» завершило поглощение OOO Страховая компания «Пульс» в форме присоединения.
Весной 2023 года банк ВТБ, получивший «Росгосстрах» в составе купленной им группы «Открытие», начал искать покупателя на эту страховую компанию. Осенью того же года было объявлено о переносе планов продажи на неопределенное время. В апреле 2024 года президент ВТБ Андрей Костин сообщил, что на покупку «Росгосстраха» претендуют два покупателя.  Наиболее вероятным покупателем эксперты назвали группу компаний Регион .

## Критика
В феврале 2022 года компания «Росгосстрах» и её генеральный директор Геннадий Гальперин были четыре раза привлечены Банком России к административной ответственности на основании статьи 15.34.1 КоАП. В декабре 2022 года компания получила от ЦБ более 50 штрафов на общую сумму более 100 млн. руб..

## В филателии
В 2021 году Почтой России была выпущена почтовая марка, посвященная 100-летию компании.

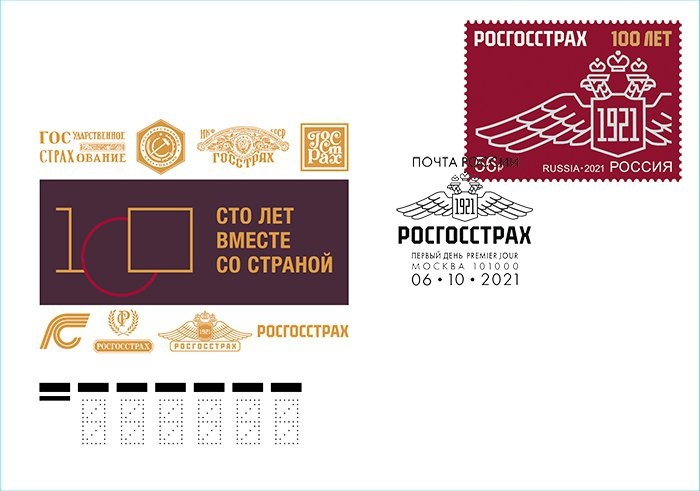
Юбилейный конверт первого дня, специальное гашение

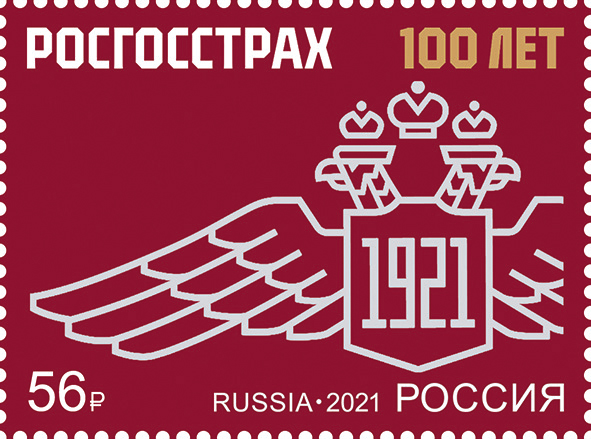
Марка Почты России, 2021 год